# Eleonora Alverà
Eleonora Alverà (* 26. November 1982 in Cortina d’Ampezzo) ist eine italienische Curlerin.
Alverà war Teil des italienischen Curling-Olympiateams bei den Olympischen Winterspielen 2006 in Turin. Sie spielte auf der Position des Alternate neben ihren Teamkolleginnen Skip Diana Gaspari, Third Giulia Lacedelli, Second Rosa Pompanin und Lead Violetta Caldart. Das Team belegte den zehnten Platz.
Eleonora Alverà ist die Tochter des Curlers Fabio Alverà und die Schwester des Curlers Alberto Alverà.